# Morti nel 2017/Marzo
| Questa pagina contiene informazioni ricavate automaticamente dalle voci biografiche con l'ausilio del template Bio e di un bot. L'aggiornamento è periodico e automatico e ricostruisce completamente la pagina. Se manca una persona in questa lista, sei pregato di non aggiungerla, ma accertati piuttosto che la sua voce biografica contenga il template Bio e che i dati anagrafici siano correttamente compilati. Se il template Bio manca, inseriscilo tu stesso o, in alternativa, metti l'avviso {{tmp\|Bio}} che ne segnala la mancanza. Se i dati riportati sono sbagliati, correggi direttamente la voce biografica; le modifiche saranno visibili in questa lista entro pochi giorni. Per chiarimenti vedi il progetto biografie. La lista contiene solo le 179 persone che sono citate nell'enciclopedia e per le quali è stato implementato correttamente il template Bio. Pagina aggiornata al 10 lug 2025. |

- 1º marzo - Yasuyuki Kuwahara, calciatore giapponese (n. 1942)
- 1º marzo - Gustav Metzger, artista tedesco (n. 1926)
- 1º marzo - Joseph Vũ Duy Thống, vescovo cattolico vietnamita (n. 1952)
- 2 marzo - Renato Borsoni, direttore artistico, attore teatrale e regista teatrale italiano (n. 1926)
- 2 marzo - Tarcisio Catanese, calciatore e allenatore di calcio italiano (n. 1967)
- 2 marzo - Gata Cattana, rapper e poetessa spagnola (n. 1991)
- 2 marzo - Tommy Gemmell, calciatore scozzese (n. 1943)
- 2 marzo - Piero Leri, attore e doppiatore italiano (n. 1939)
- 2 marzo - Giorgio Rosa, ingegnere italiano (n. 1925)
- 2 marzo - Gianni Carlo Sciolla, storico dell'arte e critico d'arte italiano (n. 1940)
- 2 marzo - Ettore Valcareggi, calciatore italiano (n. 1922)
- 3 marzo - Roberta Alloisio, attrice teatrale e cantautrice italiana (n. 1964)
- 3 marzo - Míriam Colón, attrice portoricana (n. 1936)
- 3 marzo - Nathan George, attore statunitense (n. 1936)
- 3 marzo - Raymond Kopa, calciatore francese (n. 1931)
- 3 marzo - René Préval, agronomo e politico haitiano (n. 1943)
- 4 marzo - Valerie Carter, cantante statunitense (n. 1953)
- 4 marzo - Luciano Guerci, storico italiano (n. 1941)
- 4 marzo - Tommy Page, cantautore statunitense (n. 1967)
- 4 marzo - Giovanni Palamara, politico e avvocato italiano (n. 1938)
- 4 marzo - Thomas Starzl, medico statunitense (n. 1926)
- 4 marzo - Alberto Villalta, calciatore salvadoregno (n. 1940)
- 5 marzo - Anthony Beilenson, politico statunitense (n. 1932)
- 5 marzo - Thanasīs Christoforou, cestista e allenatore di pallacanestro statunitense (n. 1946)
- 5 marzo - Agnese De Donato, fotografa, giornalista e gallerista italiana (n. 1927)
- 5 marzo - Kurt Moll, basso tedesco (n. 1938)
- 6 marzo - Bill Hougland, cestista statunitense (n. 1930)
- 6 marzo - Salvatore Martire, calciatore italiano (n. 1931)
- 6 marzo - Marek Ostrowski, calciatore polacco (n. 1959)
- 6 marzo - Eddy Pauwels, ciclista su strada belga (n. 1935)
- 6 marzo - Alberto Zedda, musicista e direttore d'orchestra italiano (n. 1928)
- 7 marzo - Ron Bass, wrestler statunitense (n. 1948)
- 7 marzo - Antonio Caracciolo, calciatore italiano (n. 1917)
- 7 marzo - Hans Dehmelt, fisico tedesco (n. 1922)
- 7 marzo - Roberto Lione, regista televisivo, sceneggiatore e produttore cinematografico italiano (n. 1941)
- 7 marzo - Yukinori Miyabe, pattinatore di velocità su ghiaccio giapponese (n. 1968)
- 7 marzo - Patrizia Rebizzi, chitarrista italiana (n. 1957)
- 7 marzo - Juan Carlos Touriño, calciatore argentino (n. 1944)
- 8 marzo - Óscar Asiáin, cestista messicano (n. 1949)
- 8 marzo - Danilo Mainardi, etologo, ecologo e divulgatore scientifico italiano (n. 1933)
- 8 marzo - Giorgio Muratore, architetto, storico dell'architettura e docente italiano (n. 1946)
- 8 marzo - Joseph Nicolosi, psicoterapeuta e psichiatra statunitense (n. 1947)
- 8 marzo - George Andrew Olah, chimico ungherese (n. 1927)
- 9 marzo - Ann Beach, attrice britannica (n. 1938)
- 9 marzo - Franco Borgo, politico italiano (n. 1932)
- 9 marzo - Howard Hodgkin, pittore e incisore britannico (n. 1932)
- 9 marzo - Marian Jankowski, sollevatore polacco (n. 1931)
- 10 marzo - Luigi Geatti, calciatore italiano (n. 1927)
- 10 marzo - Nikolaj Minev, scacchista bulgaro (n. 1931)
- 10 marzo - Aníbal Ruiz, allenatore di calcio uruguaiano (n. 1942)
- 10 marzo - John Surtees, pilota motociclistico e pilota automobilistico britannico (n. 1934)
- 10 marzo - Anna Tramontano, biologa italiana (n. 1957)
- 10 marzo - Robert James Waller, scrittore e docente statunitense (n. 1939)
- 11 marzo - Garrett Fagan, storico irlandese (n. 1963)
- 11 marzo - András Kovács, regista e sceneggiatore ungherese (n. 1925)
- 11 marzo - Norberto Mena, cestista messicano (n. 1959)
- 11 marzo - Ángel Parra, cantautore cileno (n. 1943)
- 12 marzo - Horst Ehmke, politico tedesco (n. 1927)
- 12 marzo - Petra Kandarr, velocista tedesca (n. 1950)
- 12 marzo - Moustapha Niang, cestista senegalese (n. 1983)
- 13 marzo - Giuseppe De Lutiis, sociologo e storico italiano (n. 1941)
- 13 marzo - Tommy LiPuma, produttore discografico statunitense (n. 1936)
- 13 marzo - Hiroto Muraoka, calciatore giapponese (n. 1931)
- 13 marzo - Patrick Nève, pilota di Formula 1 belga (n. 1949)
- 13 marzo - Luigi Pascale, ingegnere aeronautico e imprenditore italiano (n. 1923)
- 13 marzo - Eamon Casey, vescovo cattolico irlandese (n. 1927)
- 13 marzo - Riccardo II di Sayn-Wittgenstein-Berleburg, nobile tedesco (n. 1934)
- 13 marzo - Ed Whitlock, maratoneta canadese (n. 1931)
- 13 marzo - Kika de la Garza, politico statunitense (n. 1927)
- 14 marzo - Luigi Mannelli, pallanuotista italiano (n. 1939)
- 14 marzo - Royal Robbins, arrampicatore statunitense (n. 1935)
- 14 marzo - Rodrigo Valdéz, pugile colombiano (n. 1946)
- 14 marzo - Tsunehiko Watase, attore giapponese (n. 1944)
- 15 marzo - Fritz Briel, canoista tedesco (n. 1934)
- 15 marzo - Alberto Longarella, lottatore argentino (n. 1923)
- 15 marzo - Michael Maule, ballerino e insegnante statunitense (n. 1921)
- 15 marzo - Enrique Morea, tennista argentino (n. 1924)
- 15 marzo - Wojciech Młynarski, poeta, regista e compositore polacco (n. 1941)
- 15 marzo - Dave Stallworth, cestista statunitense (n. 1941)
- 15 marzo - Chris Williams, cestista statunitense (n. 1980)
- 16 marzo - James Cotton, armonicista, cantante e compositore statunitense (n. 1935)
- 16 marzo - Arne Høivik, calciatore norvegese (n. 1932)
- 16 marzo - Torgny Lindgren, scrittore svedese (n. 1938)
- 16 marzo - Luciana Plaino, cestista italiana (n. 1922)
- 17 marzo - Robert Day, regista e sceneggiatore britannico (n. 1922)
- 17 marzo - Armando Plebe, filosofo e politico italiano (n. 1927)
- 17 marzo - Derek Walcott, poeta e scrittore santaluciano (n. 1930)
- 18 marzo - Chuck Berry, cantautore, chitarrista e ballerino statunitense (n. 1926)
- 18 marzo - Trisha Brown, ballerina e coreografa statunitense (n. 1936)
- 18 marzo - Ivan Pauletta, politico e scrittore croato (n. 1936)
- 18 marzo - Lilia Ravazzoli, cestista argentina (n. 1946)
- 18 marzo - Miloslav Vlk, cardinale e arcivescovo cattolico ceco (n. 1932)
- 18 marzo - Bernie Wrightson, fumettista statunitense (n. 1948)
- 19 marzo - Renato Granata, magistrato italiano (n. 1926)
- 19 marzo - Jean-Francois Marquet, filosofo, storico della filosofia e traduttore francese (n. 1938)
- 19 marzo - Ryan McBride, calciatore nordirlandese (n. 1989)
- 19 marzo - Roger Pingeon, ciclista su strada francese (n. 1940)
- 19 marzo - Ian Stewart, pilota automobilistico britannico (n. 1929)
- 20 marzo - Andy Coan, nuotatore statunitense (n. 1958)
- 20 marzo - Louis Frémaux, direttore d'orchestra francese (n. 1921)
- 20 marzo - David Lawrence, cestista e allenatore di pallacanestro statunitense (n. 1959)
- 20 marzo - Chandler Robbins, ornitologo statunitense (n. 1918)
- 20 marzo - David Rockefeller, banchiere statunitense (n. 1915)
- 20 marzo - George Weinberg, psicologo statunitense (n. 1929)
- 21 marzo - Chuck Barris, conduttore televisivo, produttore televisivo e regista statunitense (n. 1929)
- 21 marzo - Cristiano Cervato, calciatore italiano (n. 1935)
- 21 marzo - Colin Dexter, scrittore britannico (n. 1930)
- 21 marzo - Henri Emmanuelli, politico francese (n. 1945)
- 21 marzo - Jerry Krause, dirigente sportivo statunitense (n. 1939)
- 21 marzo - Marita Lindahl, modella finlandese (n. 1938)
- 21 marzo - Martin McGuinness, politico nordirlandese (n. 1950)
- 21 marzo - Glauco Moro, politico italiano (n. 1937)
- 21 marzo - Negru, batterista e percussionista rumeno (n. 1975)
- 21 marzo - Alfredo Reichlin, politico e partigiano italiano (n. 1925)
- 22 marzo - Marilyn McCord Adams, filosofa e religiosa statunitense (n. 1943)
- 22 marzo - Mino Argentieri, critico cinematografico e storico del cinema italiano (n. 1927)
- 22 marzo - Mirella Bentivoglio, artista e poetessa italiana (n. 1922)
- 22 marzo - Sib Hashian, batterista statunitense (n. 1949)
- 22 marzo - Tomas Milian, attore cubano (n. 1933)
- 22 marzo - Ronnie Moran, calciatore e allenatore di calcio inglese (n. 1934)
- 22 marzo - Piroska Oszoli, pittrice ungherese (n. 1919)
- 22 marzo - Daisuke Satō, scrittore e sceneggiatore giapponese (n. 1964)
- 23 marzo - Lola Albright, modella, attrice e cantante statunitense (n. 1925)
- 23 marzo - Serge Doubrovsky, scrittore, critico letterario e docente francese (n. 1928)
- 23 marzo - William Henry Keeler, arcivescovo cattolico e cardinale statunitense (n. 1931)
- 23 marzo - Luigi Lanaro, liutaio italiano (n. 1920)
- 23 marzo - Nicolás Nieri, calciatore peruviano (n. 1939)
- 23 marzo - Ingeborg Rapoport, pediatra e docente tedesca (n. 1912)
- 23 marzo - Cino Tortorella, conduttore televisivo, autore televisivo e regista televisivo italiano (n. 1927)
- 23 marzo - Denis Voronenkov, politico russo (n. 1971)
- 23 marzo - Stanisław Widłak, linguista polacco (n. 1934)
- 24 marzo - Ivan Abadžiev, sollevatore bulgaro (n. 1932)
- 24 marzo - Mario Almerighi, magistrato e scrittore italiano (n. 1939)
- 24 marzo - Hubert Hammerer, tiratore a segno austriaco (n. 1925)
- 24 marzo - Paloma Gómez Borrero, giornalista e scrittrice spagnola (n. 1934)
- 24 marzo - Leo Peelen, pistard olandese (n. 1968)
- 24 marzo - Barbara Robertson, cestista, allenatrice di pallacanestro e pallavolista canadese (n. 1941)
- 24 marzo - Wolfgang Solz, calciatore tedesco (n. 1940)
- 24 marzo - Avo Uvezian, musicista e imprenditore armeno (n. 1926)
- 24 marzo - Giacomo Vaciago, economista e politico italiano (n. 1942)
- 25 marzo - Sheila Bond, attrice e cantante statunitense (n. 1927)
- 25 marzo - Giorgio Capitani, regista, sceneggiatore e attore italiano (n. 1927)
- 25 marzo - Orlando Etcheberrigaray, cestista cileno (n. 1933)
- 25 marzo - Asbjørn Hansen, calciatore norvegese (n. 1930)
- 25 marzo - Eckie Jordan, cestista statunitense (n. 1925)
- 25 marzo - Giuseppe Quatriglio, giornalista e scrittore italiano (n. 1922)
- 25 marzo - Gino Scevarolli, politico italiano (n. 1930)
- 25 marzo - Cuthbert Sebastian, medico e politico nevisiano (n. 1921)
- 26 marzo - Alessandro Alessandroni, compositore, direttore d'orchestra e arrangiatore italiano (n. 1925)
- 26 marzo - Luigi Cansani, presbitero, organista e compositore svizzero (n. 1927)
- 26 marzo - Vladimir Kazačënok, allenatore di calcio e calciatore sovietico (n. 1952)
- 26 marzo - Brian Oldfield, pesista statunitense (n. 1945)
- 27 marzo - Romolo Bizzotto, calciatore e allenatore di calcio italiano (n. 1925)
- 27 marzo - Arthur Blythe, compositore e sassofonista statunitense (n. 1940)
- 27 marzo - Leone Cimpellin, fumettista italiano (n. 1926)
- 27 marzo - Velik Kapsăzov, ginnasta bulgaro (n. 1935)
- 27 marzo - Ėduard Mudrik, calciatore sovietico (n. 1939)
- 27 marzo - Robert Parr, chimico statunitense (n. 1921)
- 27 marzo - David Storey, drammaturgo e scrittore inglese (n. 1933)
- 28 marzo - Luis Cardoso, calciatore argentino (n. 1930)
- 28 marzo - Christine Kaufmann, attrice tedesca (n. 1945)
- 28 marzo - Giovanni Miccoli, storico italiano (n. 1933)
- 28 marzo - Carlo Pace, politico italiano (n. 1936)
- 28 marzo - Alice di Borbone-Parma, nobile italiana (n. 1917)
- 29 marzo - Aleksej Alekseevič Abrikosov, fisico russo (n. 1928)
- 29 marzo - Mario D'Addio, politologo e politico italiano (n. 1923)
- 29 marzo - Luchino Dal Verme, militare e partigiano italiano (n. 1913)
- 29 marzo - Battista Mismetti, fondista e biatleta italiano (n. 1925)
- 30 marzo - Fausto Marchetti, politico italiano (n. 1937)
- 30 marzo - Fausto Mesolella, chitarrista, compositore e arrangiatore italiano (n. 1953)
- 30 marzo - Raffaele Morbelli, dirigente sportivo italiano (n. 1923)
- 31 marzo - Bruno Abbatini, calciatore e allenatore di calcio italiano (n. 1938)
- 31 marzo - Gilbert Baker, artista e attivista statunitense (n. 1951)
- 31 marzo - Mike Hall, ciclista su strada britannico (n. 1981)
- 31 marzo - Michail Naumovič Kalik, regista sovietico (n. 1927)
- 31 marzo - Giancarlo Lombardi, ingegnere, imprenditore e politico italiano (n. 1937)
- 31 marzo - Radley Metzger, regista statunitense (n. 1929)
- 31 marzo - Ken Noritomo Otani, judoka, allenatore di judo e militare giapponese (n. 1920)
- 31 marzo - James Rosenquist, pittore statunitense (n. 1933)